# فرانسوا-ميشيل لامبرت
فرانسوا-ميشيل لامبرت هو سياسي كوبي وفرنسي، ولد في 24 أغسطس 1966 في هافانا في كوبا. نشط حزبياً في أوروبا إيكولوجيا - الخضر (2012 – 2012) (2015 – 2015) (2015 – 2015). وقد انتخب نائب فرنسي عن دائرة الدائرة العاشرة لبوش دو رون ‏ وقد انضم خلال فترته النيابية ‏ (21 يونيو 2017 – ) للكتلة البرلمانية Liberties, Independents, Overseas and Territories ‏ وانتخب نائب فرنسي عن دائرة الدائرة العاشرة لبوش دو رون ‏ خلال فترته النيابية (20 يونيو 2012 – 20 يونيو 2017).

## وصلات خارجية
- الموقع الرسمي